# Тиаклоприд
Тиаклоприд — является химическим действующим веществом, использующимся для борьбы с вредными насекомыми в сельском хозяйстве. Химический класс: неоникотиноиды. Химическая формула: С10Н9СlN4S
Тиаклоприд является химическим действующим веществом, использующимся для борьбы с вредными насекомыми в сельском хозяйстве.

## Физико-химические свойства
Тиаклоприд является желтоватым кристаллическим веществом без запаха. Он отличается устойчивостью к гидролизу, относительно стабилен на свету.

## Физические характеристики
· температура плавления: 136 °С;
· молекулярная масса: 252.72;
· растворимость в воде: 185 мг/л (при 20 °С);
· давление паров: 3,0*10−7 мПа (20 °С).

## Действие на вредных насекомых
Химическая структура тиаклоприда представлена пиридиновым кольцом с одним атомом хлора в шестом положении, связывающимся с помощью метиленового мостика с терминальной, или конечной, группой, обусловливающей особенности действия молекулы.

## Механизм действия
Вещество объединяется с постсинаптическими никотиновыми ацетилхолиновыми рецепторами ЦНС насекомых, что обусловливает развитие паралича и конвульсии, приводящих к гибели вредных организмов.

## Применение
Препараты, в состав которых входит тиаклоприд, используются в борьбе против вредителей яблони (яблонной плодожорки, щитовки, листовертки, яблонного цветоеда), винограда (гроздевой листовертки), рапса (рапсового цветоеда).

## Токсикологические свойства
Тиаклоприд оказывает на организм насекомого общетоксическое действие. В ходе скармливания животным высоких доз вещества отмечалось нарушение функции щитовидной железы, а также ее морфологические изменения и индукция ферментов монооксигеназной системы. Острая пероральная токсичность (ЛД50) для крыс – 440-840 мг/кг.
Наряду с ацетамипридом, тиаклоприд значительно менее токсичен для пчёл, по сравнению с другими неоникотиноидами (ЛД50 — 17 мкг/особь, для других неоникотиноидов единицы нанограмм на особь)